# Cretotortor
Cretotortor là một chi bọ cánh cứng trong họ Gyrinidae.
Chi này được Ponomarenko miêu tả khoa học năm 1973.

## Các loài
Chi này gồm các loài:
- Cretotortor archarensis Ponomarenko, 1977
- Cretotortor zherichini Ponomarenko, 1973